# Praia da Vitória (Cádis)

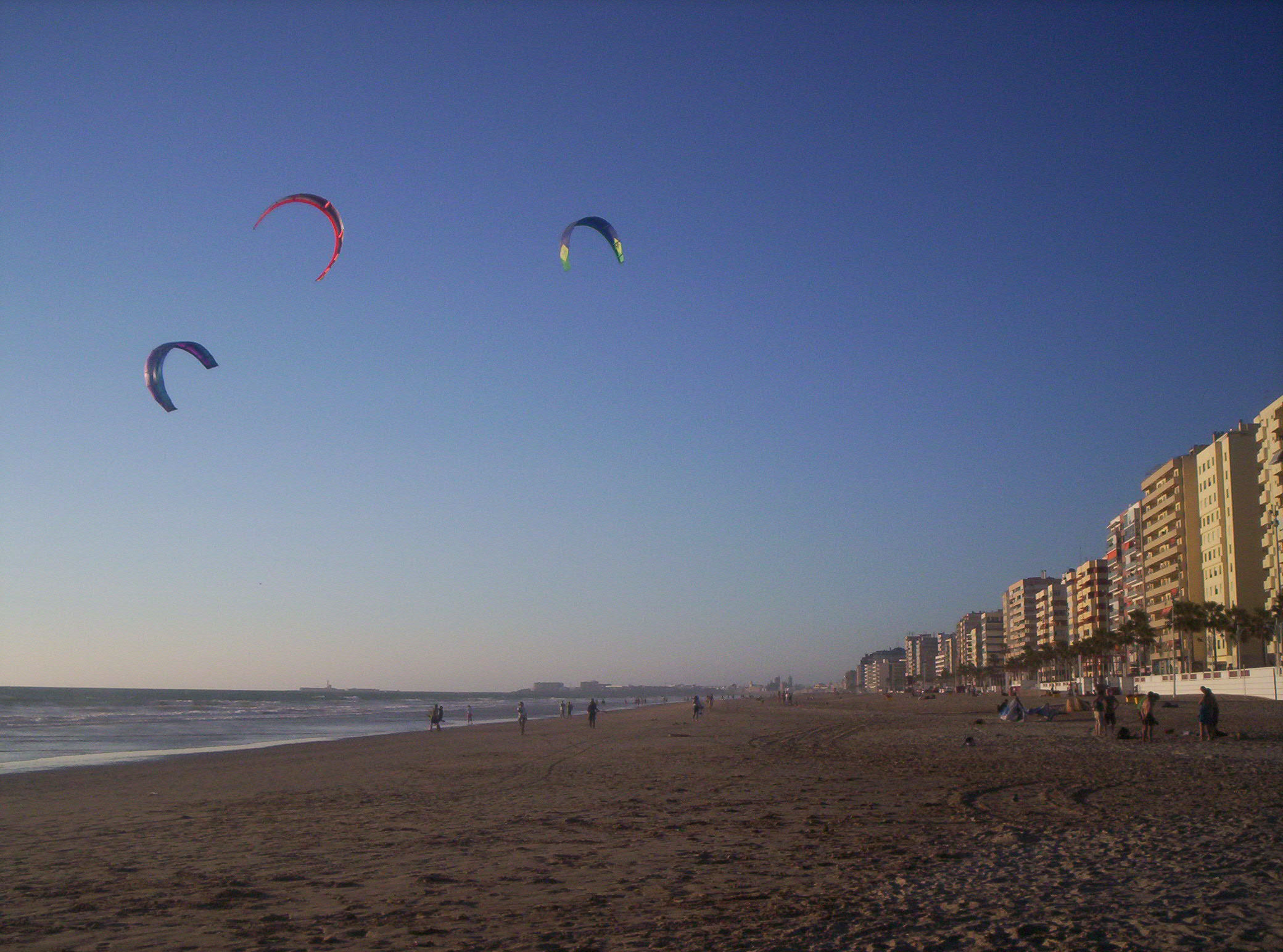
Começo da praia de Vitória.

A Praia da Vitória (ou Praia Vitória) é uma praia urbana localizada na Costa de la Luz, fora das muralhas da cidade de Cádis (Espanha), com aproximadamente 3 km de extensão na costa do Atlântico. É considerada a melhor praia urbana da Europa e tem recebido a Bandeira Azul ininterruptamente de 1987 a 2011.